# Vinařice (district de Kladno)
Pour les articles homonymes, voir Vinařice.
Vinařice (en allemand : Winarschitz) est une commune du district de Kladno, dans la région de Bohême-Centrale, en Tchéquie. Sa population s'élevait à 2 162 habitants en 2020.

## Géographie
Vinařice se trouve à 4 km au nord-nord-ouest de Kladno et à 28 km au nord-ouest de Prague.
La commune est limitée par Třebichovice à l'ouest et au nord, par Pchery à l'est, par Kladno à l'est et au sud, et par Libušín à l'ouest.

## Histoire
La première mention écrite de la localité date de 1227.